# Szkopje
Szkopje (macedónul Скопје, albánul Shkup / Shkupi, törökül Üsküb vagy Üsküp) Észak-Macedónia fővárosa, egyben legnagyobb városa.
A Vardar folyó felső szakasza mellett helyezkedik el, a Belgrád–Athén útvonalon. 2002-es becslés szerint a lakossága 506 926 fő.

## Története

### Ókor
A jelenlegi Szkopje területe már legalább i. e. 3500 óta lakott volt. A Kale erődben neolitikumi településmaradványokat találtak. Az ókori görögök Szkupi néven ismerték a települést, amely a jelenlegi városközponttól északnyugatra, az új Zlokučani negyed területén helyezkedett el. A települést talán az i. e. 3. században alapították. Szkupi i. e. 148-ban római uralom alá került, és Moesia superior tartomány székhelye lett. I. sz. 395-ben a Keletrómai Birodalom része lett.

### Középkor
518-ban egy földrengés majdnem teljesen romba döntötte a várost. Justinianus (527-565) a város lakóinak segítségére sietett, és megalapította a Justiniana Prima-nak nevezett új települést Szkupi mellett. Justinianát és Skupi maradékát a szlávok betörése tette tönkre a 7. század végén, de a várost nem tudták megtartani, mert a bizánciak kiűzték őket. A Szkopje elnevezés a szlávoktól származik.
A korai középkorban a városért a bizánciak és a bolgárok viaskodtak. Az Első Bolgár Birodalom 1018-ban bekövetkezett bukása után Szkopje a bizánci Bulgária tartomány (katepanat) fővárosa lett. Ebben az időszakban Szkopje virágzó kereskedelmi város volt, de a 11. század végén egy földrengés után hanyatlásnak indult. A 13. század közepén Konstantin Aszen bolgár hűbérúr birtoka volt. Ezekben az időkben a város vidéken, de főleg attól északra kunok telepedtek le, akiknek nevét ma Kumanovo őrzi. 1282-ben a szerbek meghódították a várost. 1346-ban Stefan Dušan szerb birodalmának fővárosa lett.

### A török város
1392-ben, három évvel azután, hogy a szerbek vereséget szenvedtek a rigómezei csatában, Szkopjét a törökök foglalták el. A következő ötszáz évben a török Üszküb vagy Üszküp néven ismerték. Üszküb volt a székhelye az Oszmán Birodalom Koszovói vilajetjének, amely sokkal kiterjedtebb volt, mint a mai Koszovó. Ebben az időszakban a város karaktere gyökeresen megváltozott. A törökök behozták az iszlámot, több mecsetet és más tipikusan török épületet építettek, például fürdőket (hamam) és vendégfogadókat, amelyek közül néhány ma is létezik. Sok szefárd zsidó is betelepedett Spanyolországból.
A várost 1555-ben súlyos földrengés pusztította, de gyorsan magához tért. Lakossága a 17. században 30 000-60 000 fő között lehetett. Dulgar Dede török író ebben az időben látogatott el Üszkübbe, és így írt róla: „Sok éven át utaztam Rumélia országában és sok gyönyörű várost láttam és gyönyörködtem Allah áldásaiban, de egyik sem tett rám olyan benyomást és egyik sem töltött el olyan gyönyörűséggel, mint Szkopje égi városa, amely a Vardar folyó két oldalán fekszik.”
1689-ben Enea Silvio Piccolomini császári tábornok felégette a várost – hivatalosan azért, hogy megakadályozza a kolera kitörését, de az is lehetséges, hogy bosszúból tette Bécs 1683-as török ostromáért. A következő kétszáz évben a város gazdagsága eltűnt és a lakosok száma 10 000-re apadt. Csak 1873-ban, a városon áthaladó Belgrád–Szaloniki vasútvonal megépítése nyomán kezdett ismét fejlődni.

### 20. század

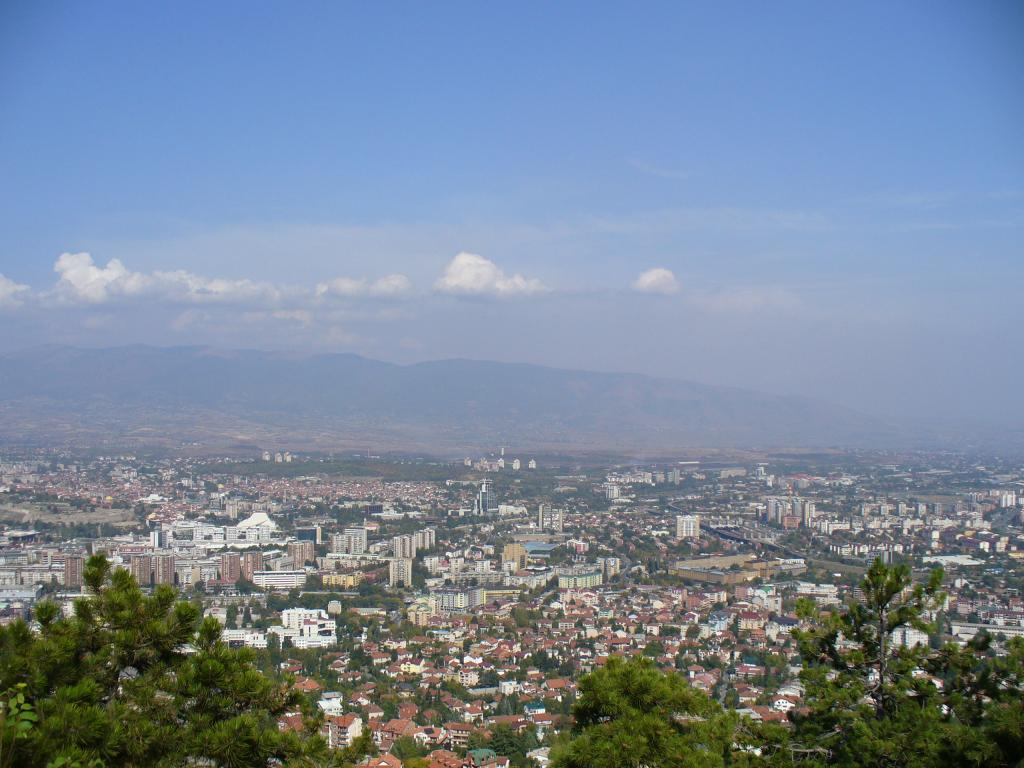
Szkopjei panoráma

1905-ben Szkopje lakossága kb. 35 000 fő volt, amely albánokból, bolgárokból, romákból, szerbekből és törökökből állt. A város az ortodox egyház püspöki székhelye volt. A város volt az egyik fő központja a gyengülő Oszmán Birodalom elleni lázadásnak, és 1903-ban kulcsszerepet játszott a török uralom elleni sikertelen Ilinden-felkelésben. A törököket az albán erők 1912. augusztus 12-én űzték ki a városból. Néhány hónappal később, az első Balkán-háború elején a várost elfoglalták a szerbek.
1913-ban az első Balkán-háborúbeli szövetségesek egymásnak estek az osztozáskor, kirobbantva a második Balkán-háborút. Szerbia megtartotta a Szkopje feletti ellenőrzést, beleértve a Vardar völgyét is. Ez 1915 októberéig tartott, amikor Bulgária csatlakozott a központi hatalmakhoz és a szerbek által uralt Macedónia jó részét megkapta. 1918-ban, az első világháború végén Szerbia visszakapta a várost. A bolgárok mindkét világháború során elfoglalták Szkopjét, de az 1944-ben felszabadulva az új Macedón Népköztársaság fővárosává vált. A háborút követően Szkopje (a jugoszláv Macedónia többi részével együtt) a Josip Broz Tito-féle Jugoszláv Szocialista Köztársaság része lett.
1963. július 26-án a Richter-skála szerint 6.1-es erősségű földrengés rázta meg Szkopjét, hajléktalanná téve 120 000 embert. A halottak száma kb. 1000 fő volt. A földrengés lerombolta a város négyötödét, és sok műemlék is komolyan károsodott. A veszteség Macedónia akkori bruttó nemzeti termékének (GNP) 150%-a, illetve a teljes Jugoszlávia GNP-jének 15%-a volt. Nemzetközi segítséggel a város gyorsan újjáépült, de az építés során elég sokat vesztett régi török jellegéből. A régi vasúti pályaudvar romjait múzeumként megőrizték az áldozatok emlékére.
A jugoszláv uralom alatt Szkopje gyors ütemben nőtt és a régió egyik fő ipari központjává vált. 1991-ben, a jugoszláv szövetség összeomlásakor Szkopje a független Macedón Köztársaság fővárosa lett.
Görögország tiltakozott az ellen, hogy az új állam a Macedónia nevet használja, és gazdasági blokádot indított az ország ellen. Szkopje gazdasági élete komolyan megsínylette, hogy Görögország lezárta a Szalonikihez, vagyis az Égei-tengerhez vezető utat. A blokádot 1995-ben oldották fel.

### 21. század
A 2001-es háborúban az albán kisebbség lázadói és a Koszovói Felszabadítási Hadsereg gerillái több támadást (így terrorista akciókat) intéztek a város és létesítményei ellen. Az albánok többször megpróbálták tönkre tenni Szkopje ivóvízellátását.
2002-ben üzembe helyezték a Szkopje–Szaloniki olajvezetéket, melynek kapacitása 2,5 millió tonna/év.

## Éghajlata

Szkopje környéke

| Hónap                                                              | Jan.  | Feb.  | Már.  | Ápr. | Máj. | Jún. | Júl. | Aug. | Szep. | Okt. | Nov.  | Dec.  | Év    |
| ------------------------------------------------------------------ | ----- | ----- | ----- | ---- | ---- | ---- | ---- | ---- | ----- | ---- | ----- | ----- | ----- |
| Rekord max. hőmérséklet (°C)                                       | 18,7  | 24,2  | 28,8  | 32,4 | 35,2 | 41,1 | 42,8 | 43,2 | 37,0  | 33,9 | 28,2  | 22,1  | 43,2  |
| Átlagos max. hőmérséklet (°C)                                      | 4,5   | 8,3   | 14,0  | 19,1 | 24,4 | 28,8 | 31,4 | 31,5 | 26,5  | 19,8 | 11,5  | 5,5   | 18,8  |
| Átlaghőmérséklet (°C)                                              | 0,1   | 2,6   | 7,6   | 12,1 | 17,3 | 21,5 | 23,8 | 23,8 | 18,8  | 13,1 | 6,5   | 1,7   | 12,5  |
| Átlagos min. hőmérséklet (°C)                                      | −3,8  | −2,3  | 1,6   | 5,4  | 10,0 | 13,7 | 15,8 | 15,7 | 11,6  | 7,2  | 1,8   | −1,8  | 6,3   |
| Rekord min. hőmérséklet (°C)                                       | −25,6 | −21,8 | −10,8 | −5,8 | −1,0 | 3,0  | 7,0  | 7,0  | −2,0  | −6,4 | −12,2 | −22,9 | −25,6 |
| Átl. csapadékmennyiség (mm)                                        | 30    | 29    | 38    | 40   | 43   | 54   | 38   | 36   | 34    | 49   | 45    | 48    | 484   |
| Havi napsütéses órák száma                                         | 52    | 90    | 136   | 168  | 232  | 258  | 285  | 275  | 207   | 161  | 105   | 71    | 2040  |
| Forrás: , Hong Kong Observatory, World Meteorological Organization |       |       |       |      |      |      |      |      |       |      |       |       |       |

## Látnivalók

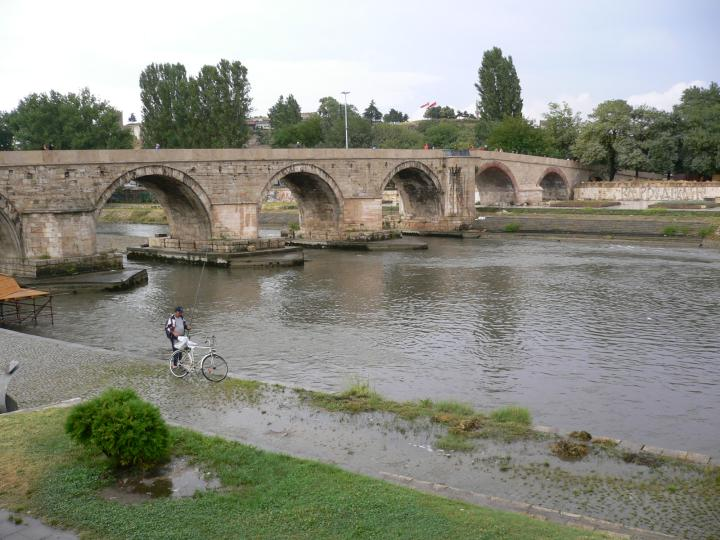
A kőhíd a Vardar folyón

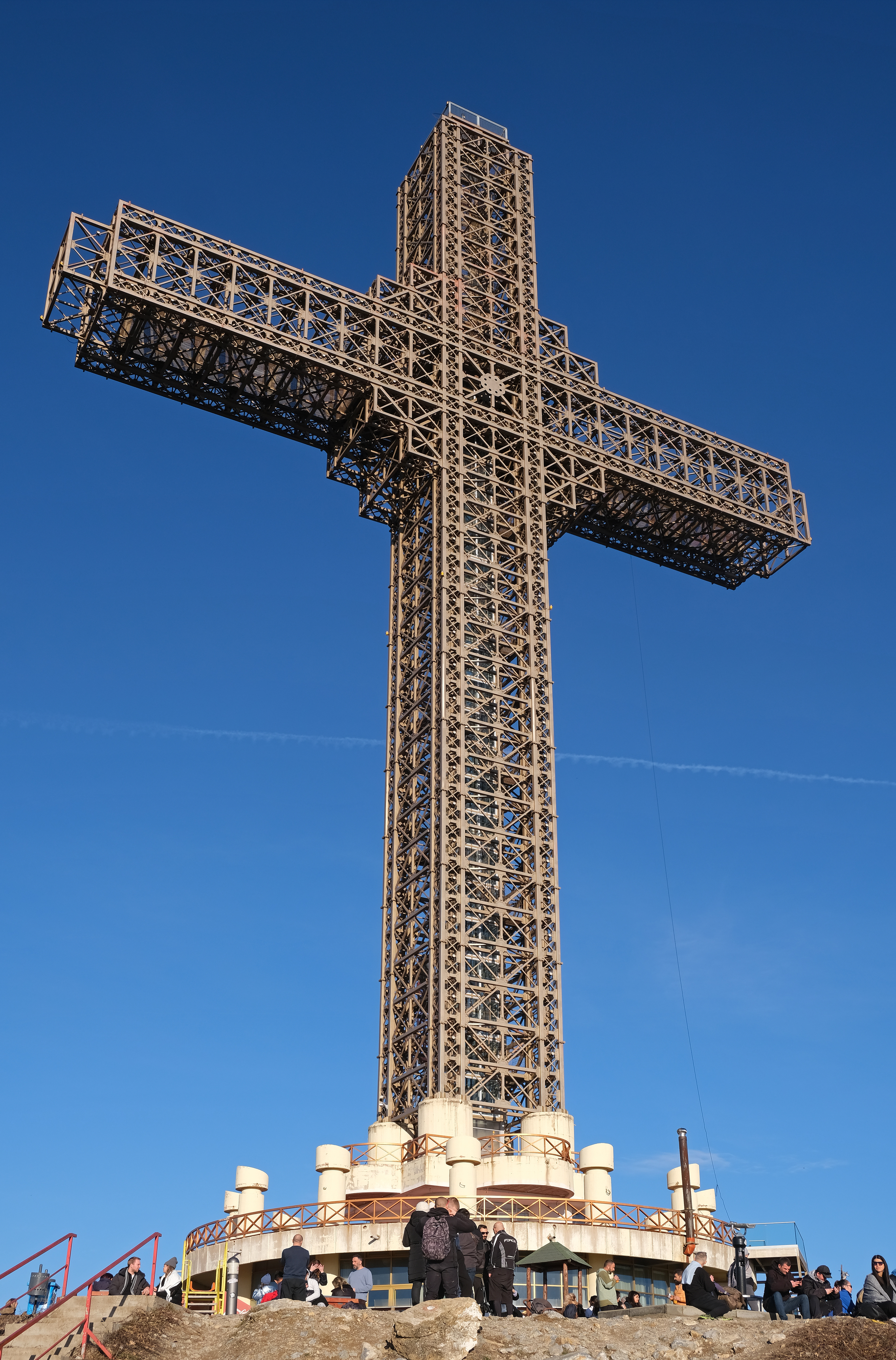
A Balkán legnagyobb keresztje

- Szent Pantalaimon temploma (Nereziben, Szkopje mellett): a bizánci építészet kiváló példája. A templomot a királyi Komnénosz család több tagja építtette, és 1164-ben készült el. Nerezi híres a freskóiról, amelyek a 12. század meghitt és spirituális irányzatát tükrözik.
- A város északi részén egy római vízvezeték maradt fent.
- A kőhíd, amely a Vardar folyó két partját köti össze, Stefan Dušan korából származik.
- Több figyelemre méltó épület található a török hódoltság idejéből, például a Kuršumli Han (középkori török fogadó), illetve több mecset.
- A Szkopje melletti Vodnó-hegyen található a Balkán legnagyobb keresztje: 76 méter magas, 400 tonna fémből több mint két évig készült, több mint 500 reflektor világítja meg, így 80 kilométerre ellátszik.

## Testvértelepülések
- Egyesült Királyság Bradford, 1961
- Németország Drezda, 1967
- USA Tempe, 1971
- Kanada East York, Toronto 1971
- Franciaország Roubaix, 1973
- Németország Nürnberg, 1982
- Algéria Ech Cheliff, 1983
- Kína Nanchang, 1985
- Törökország Manisa, 1985
- Egyiptom Szuez, 1985
- USA Pittsburgh, 2001
- Törökország Isztambul, 2003
- Olaszország Lecce, 2005
- Románia Craiova, 2005
- Bulgária Blagoevgrad, 2006
- Bosznia-Hercegovina Szarajevó, 2007
- Montenegró Podgorica
- Magyarország Budapest, 2020

## Híres emberek
Szkopjéban vagy a környékén születtek:
- Teréz anya (1910–1997)
- Darko Pancsev válogatott labdarúgó (1965–)
- Milco Mancevski macedón filmrendező (1959–)
- Yahya Kemal Beyatlı török költő (1884–1958)
- Ljubiša Samardžić színész, rendező (1936–2017)